# Aristolochia mishuyacensis
Aristolochia mishuyacensis Duch. – gatunek rośliny z rodziny kokornakowatych (Aristolochiaceae Juss.). Występuje naturalnie w Peru i Brazylii (w stanach Amazonas oraz Pará).

## Morfologia
PokrójBylina pnąca o owłosionych pędach.
LiścieMają grotowaty kształt. Mają 12–18,5 cm długości oraz 8–10 cm szerokości. Nasada liścia ma sercowaty kształt. Ze spiczastym wierzchołkiem. Ogonek liściowy jest owłosiony i ma długość 5,5–7 cm.
KwiatyPojedyncze. Mogą mieć barwę od brązowo-czerwonawej do zielono-żółtawej